# Železniční trať České Budějovice – Summerau
Železniční trať České Budějovice – Summerau, v jízdním řádu pro cestující označená číslem 196, je jednokolejná elektrizovaná železniční trať, součást celostátní dráhy a 4. koridoru. Trať vede z Českých Budějovic přes Rybník a Horní Dvořiště do Summerau v Rakousku.

## Historie
Provoz na trati byl zahájen v roce 1827 jako koněspřežka. Po rozmachu parostrojních železnic v Rakousku-Uhersku v polovině 19. století bylo rozhodnuto o ukončení provozu koněspřežné dráhy a přestavbě na klasickou železnici nového typu. To zahrnovalo například úpravu rozchodu na již standardní hodnotu 1 435 mm. Přestavba byla dokončena v roce 1873. Po vzniku Československa v říjnu 1918 se z původně malé stanice Horní Dvořiště stala nově pohraniční přechodová stanice a díky tomu zde vyrostla nová rozlehlá staniční budova s místnostmi pro celní správu a nové drážní zaměstnance. Také bylo podstatně rozšířeno kolejiště. V období první republiky se stanice jmenovala Český Heršlák (podle přilehlé vesnice, dnes součást obce Horní Dvořiště). Až do roku 1945 byla trať významnou mezistátní spojnicí s Rakouskem, po uzavření hranic její význam prudce poklesl. Většina osobních vlaků tak končila cestu v Horním Dvořišti. Název další stanice Certlov (dnes Rybník) vydržel až do počátku padesátých let, kdy byl změněn na současný název v souvislosti s přejmenováním stejnojmenné osady.
Podstatné rozšíření přeshraničního provozu přinesl až pád režimu roku 1989. Vzhledem k poměrně silnému (především nákladnímu) provozu na trati byla koncem 90. let odsouhlasena její elektrizace, která proběhla v letech 2000–2001. V druhé polovině devadesátých let také začala optimalizace trati (v původní stopě) nejprve úpravou stanic (prodloužení a zvýšení počtu staničních kolejí, stavba nových nástupišť, příprava na instalaci nového zabezpečovacího zařízení), následována optimalizací mezistaničních úseků mezi státní hranicí a stanicí Omlenice a části mezistaničního úseku Kamenný Újezd – Včelná (po zastávku Kamenný Újezd zastávka). Zároveň s elektrizací bylo zprovozněno nové zabezpečovací zařízení a spuštěno dálkové řízení trati z dispečerského stanoviště v Českých Budějovicích. Samostatný výpravčí tak slouží již pouze ve stanici Horní Dvořiště. V letech 2008 a 2009 byla optimalizace dokončena ve zbývajících mezistaničních úsecích. Tato optimalizace již zahrnovala mírné zvýšení traťové rychlosti.

## Provoz na trati
Trať je zařazena do sítě tzv. celostátní dráhy a nachází se na ní jeden ze čtyř železničních hraničních přechodů s Rakouskem (mezi zbylé tři patří České Velenice/Gmünd, Znojmo/Retz a Břeclav/Hohenau). Za zmínku stojí fakt, že všechny čtyři tyto přechody jsou elektrizovány. Trať má význam v osobní i nákladní dopravě.

### Osobní doprava
Páteří osobní dopravy jsou expresy a spěšné vlaky (v Rakousku kategorie Regional Express), vedené v prokladu ve dvouhodinovém taktu v relaci České Budějovice – Linz. Expresní spoje navíc pokračují až do Prahy. Jejich dopravu zajišťují lokomotivy řady 380. Expresy a spěšné vlaky doplňuje mezi Českými Budějovicemi a Horním Dvořištěm (Rybníkem) šest párů osobních vlaků. Na osobní vlaky jsou nasazovány elektrické jednotky RegioPanter. Od roku 2023 jsou všechny osobní a spěšné vlaky na této trati označovány jako linka S3.

### Nákladní doprava
Přes hraniční přechod Horní Dvořiště/Summerau jsou trasovány mezistátní nákladní vlaky, směřující do Lince a dále na jih; mezi nejdůležitější patří přeprava osobních automobilů a mnoha komodit. Také jsou v provozu směsné nákladní vlaky z Českých Budějovic, vozící jednotlivé vozové zásilky z celého Česka, zejména dřevo. V úseku do Horního Dvořiště jsou dopravovány lokomotivami řad 230 či 240, méně také 363 či 363.5. Samotné přetahy přes státní hranici jsou prací lokomotiv řady 340, upravených speciálně k tomuto účelu.

## Navazující tratě

### České Budějovice
- Železniční trať Plzeň – České Budějovice
- Železniční trať České Budějovice – Černý Kříž
- Železniční trať České Budějovice – Gmünd
- Železniční trať Praha – České Budějovice

### Rybník
- Železniční trať Rybník – Lipno nad Vltavou

## Stanice a zastávky

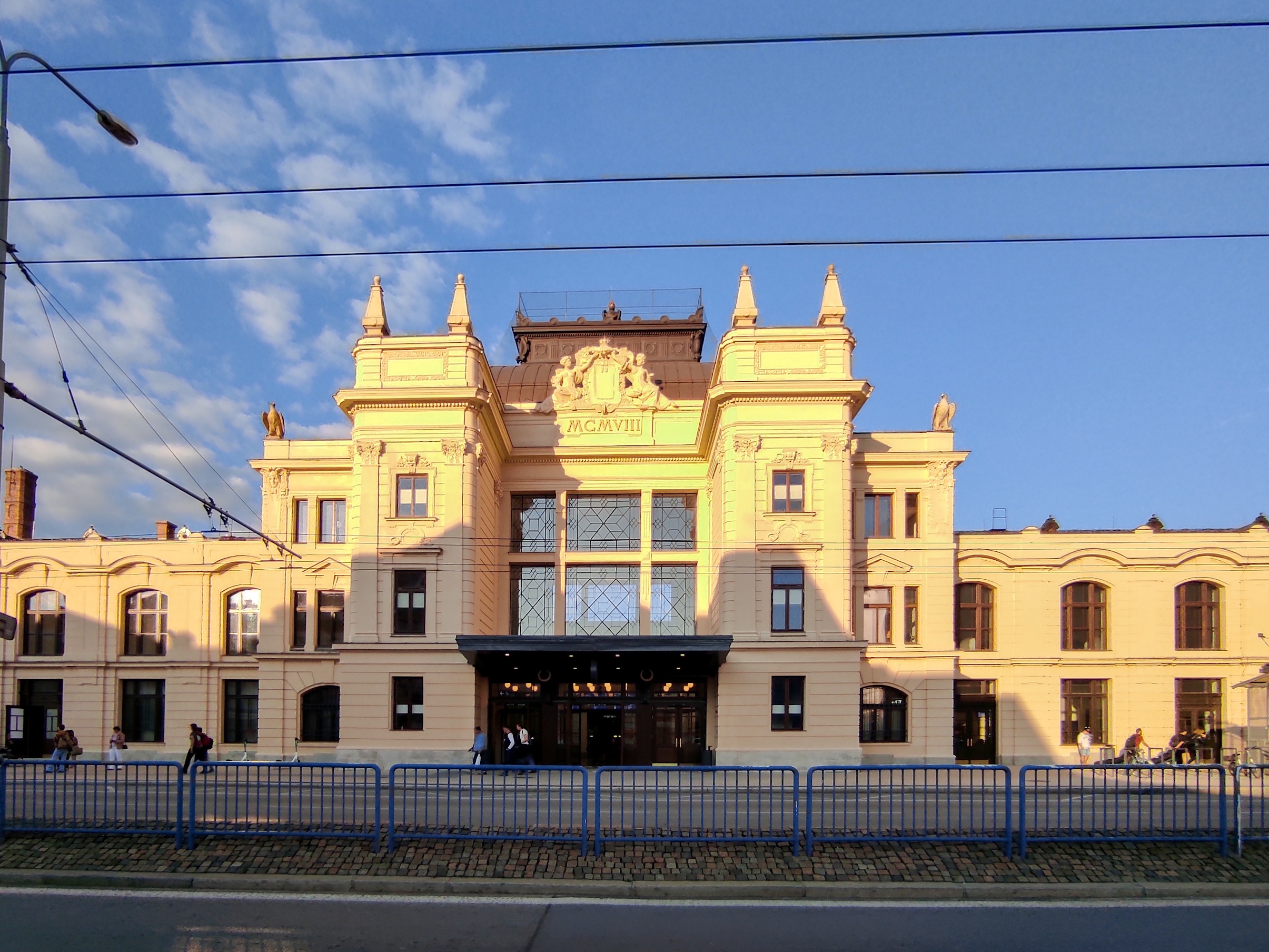
České Budějovice
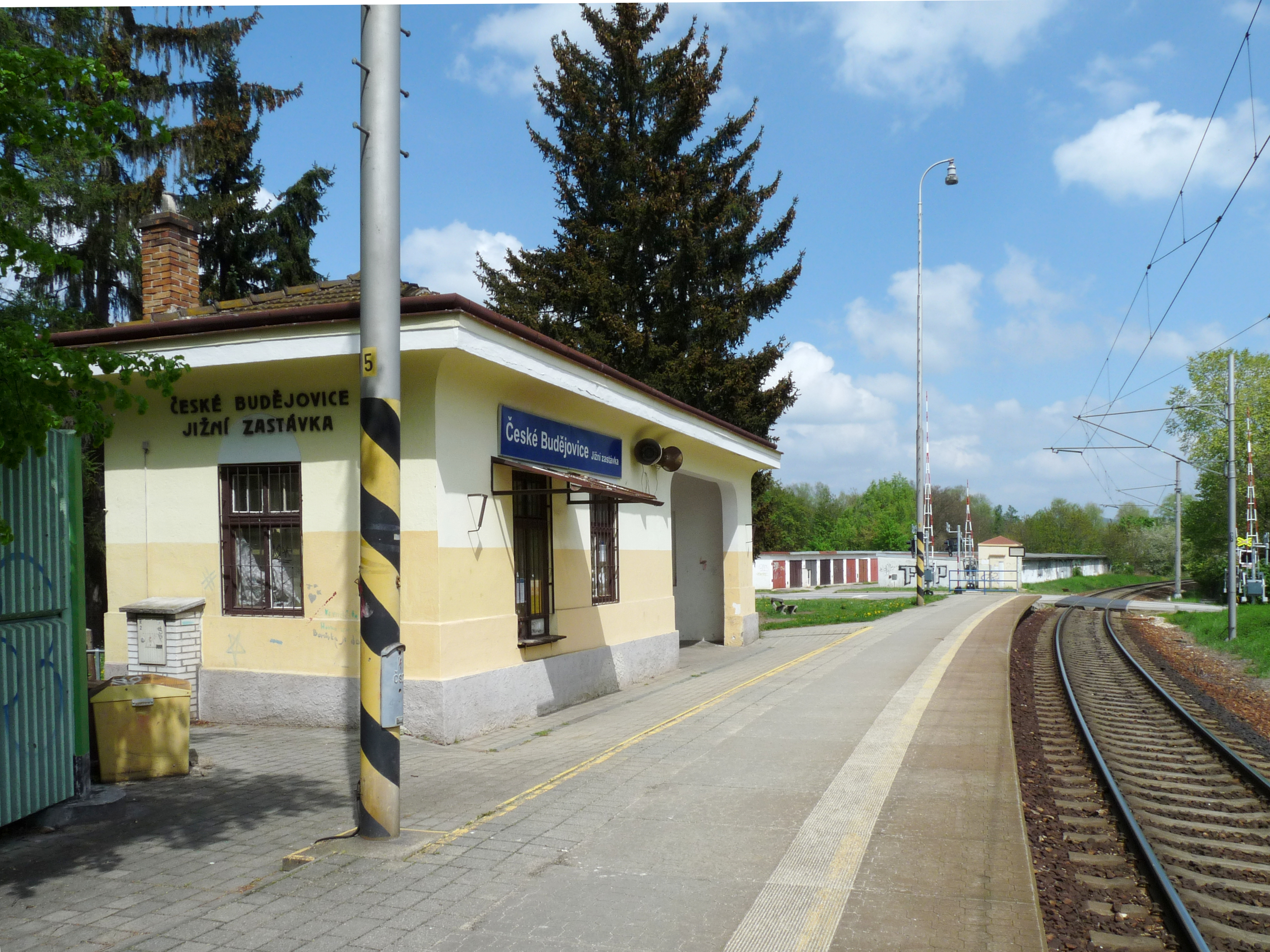
České Budějovice jižní zastávka
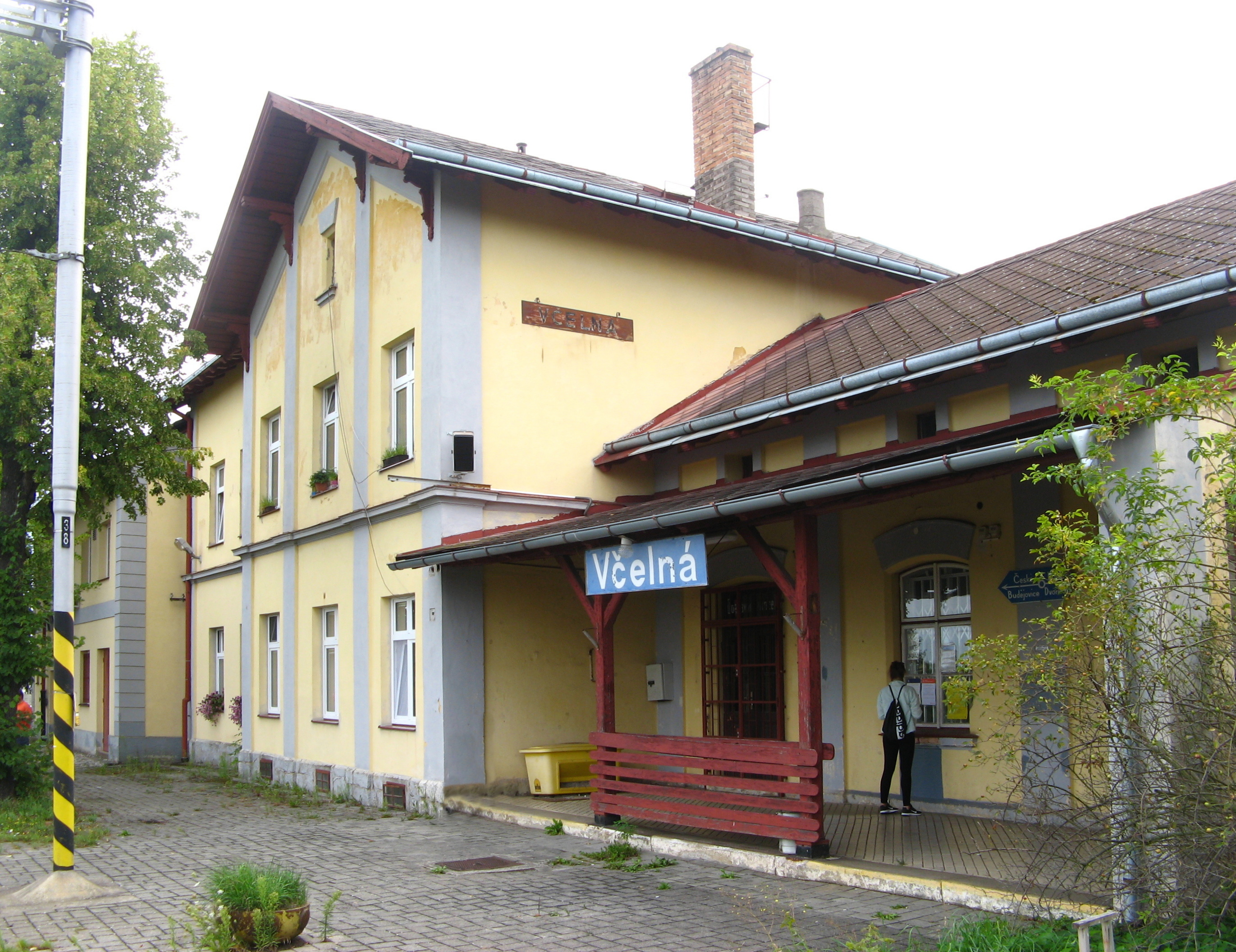
Stanice Včelná
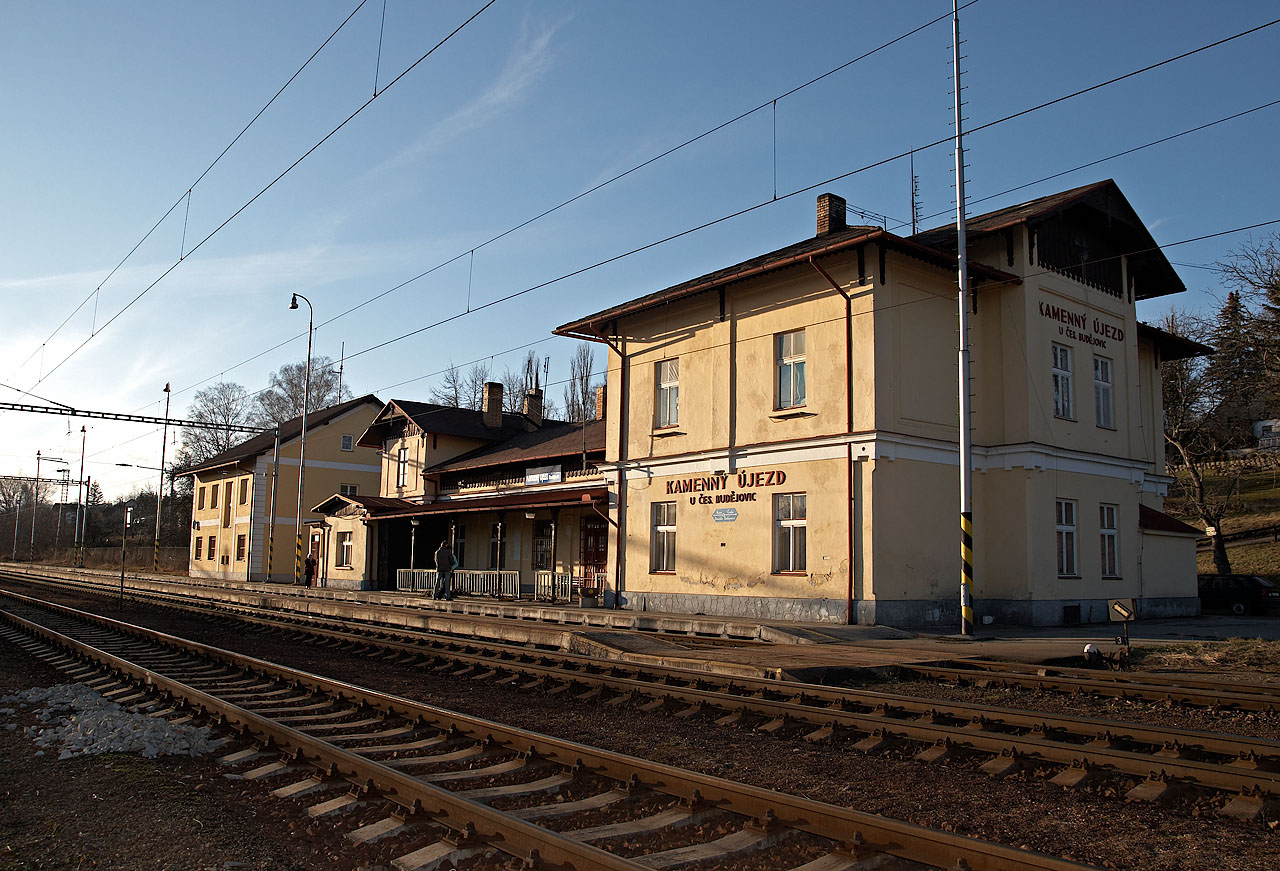
Stanice Kamenný Újezd u Českých Budějovic
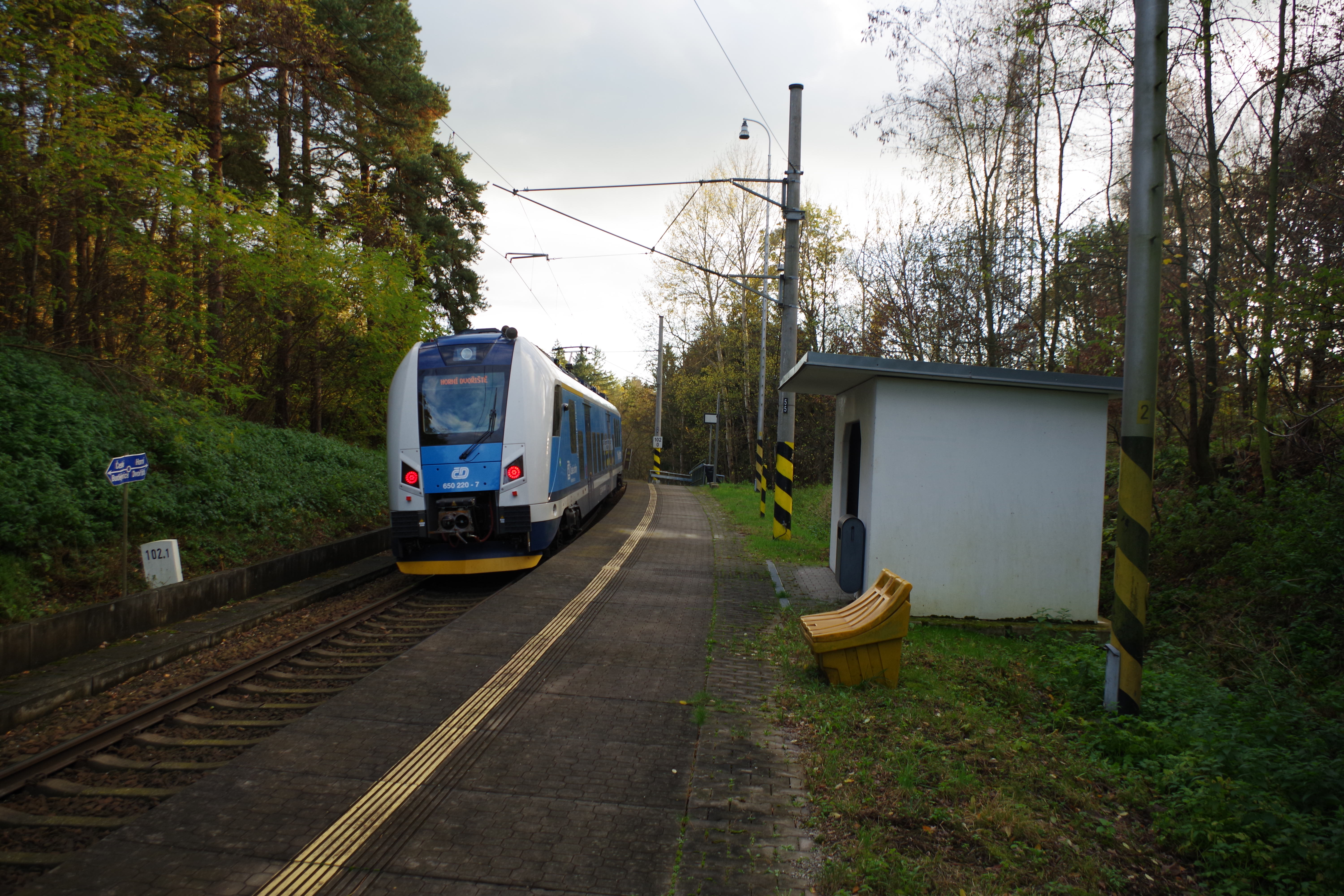
Zastávka Chlumec u Českých Budějovic
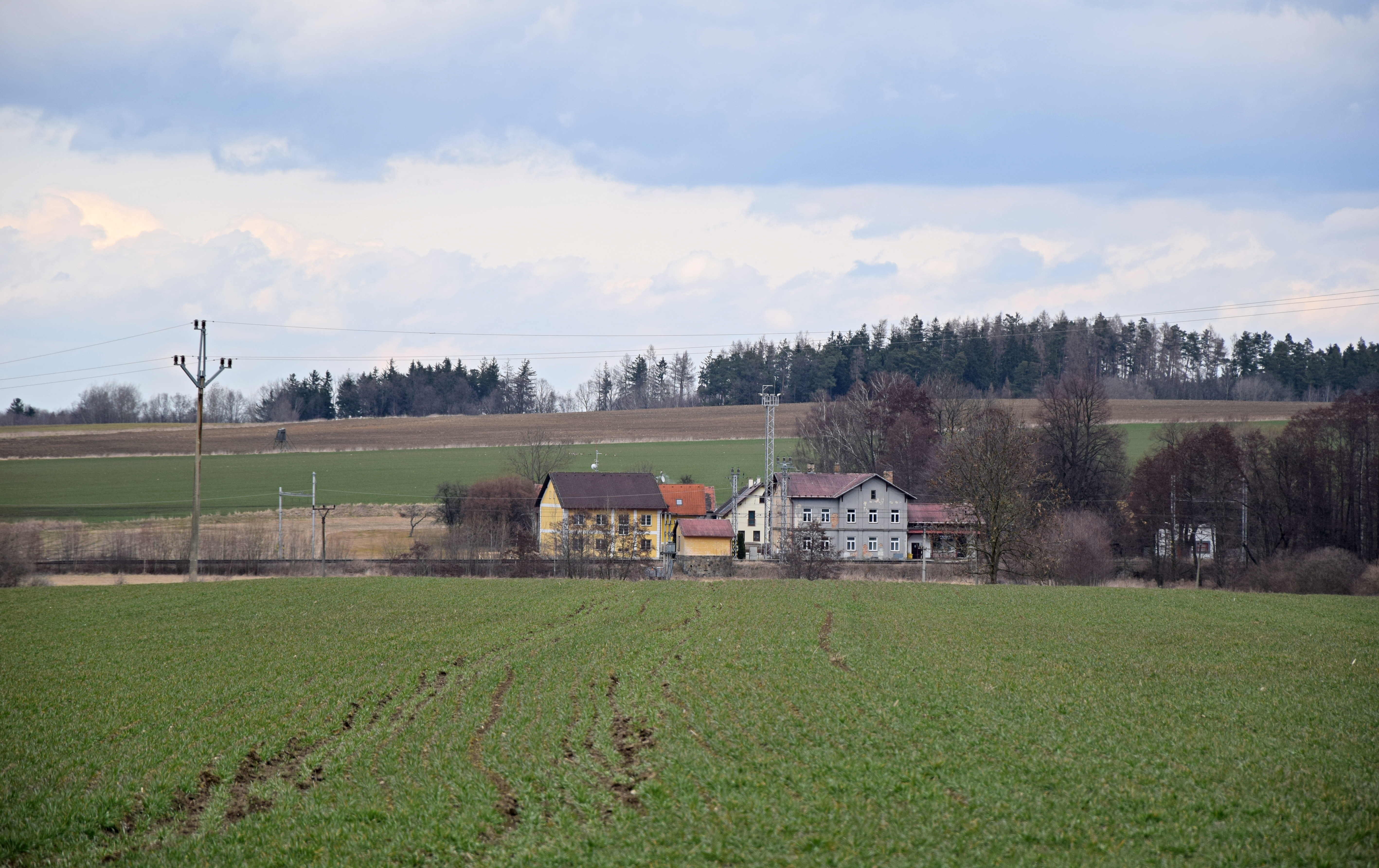
Stanice Holkov
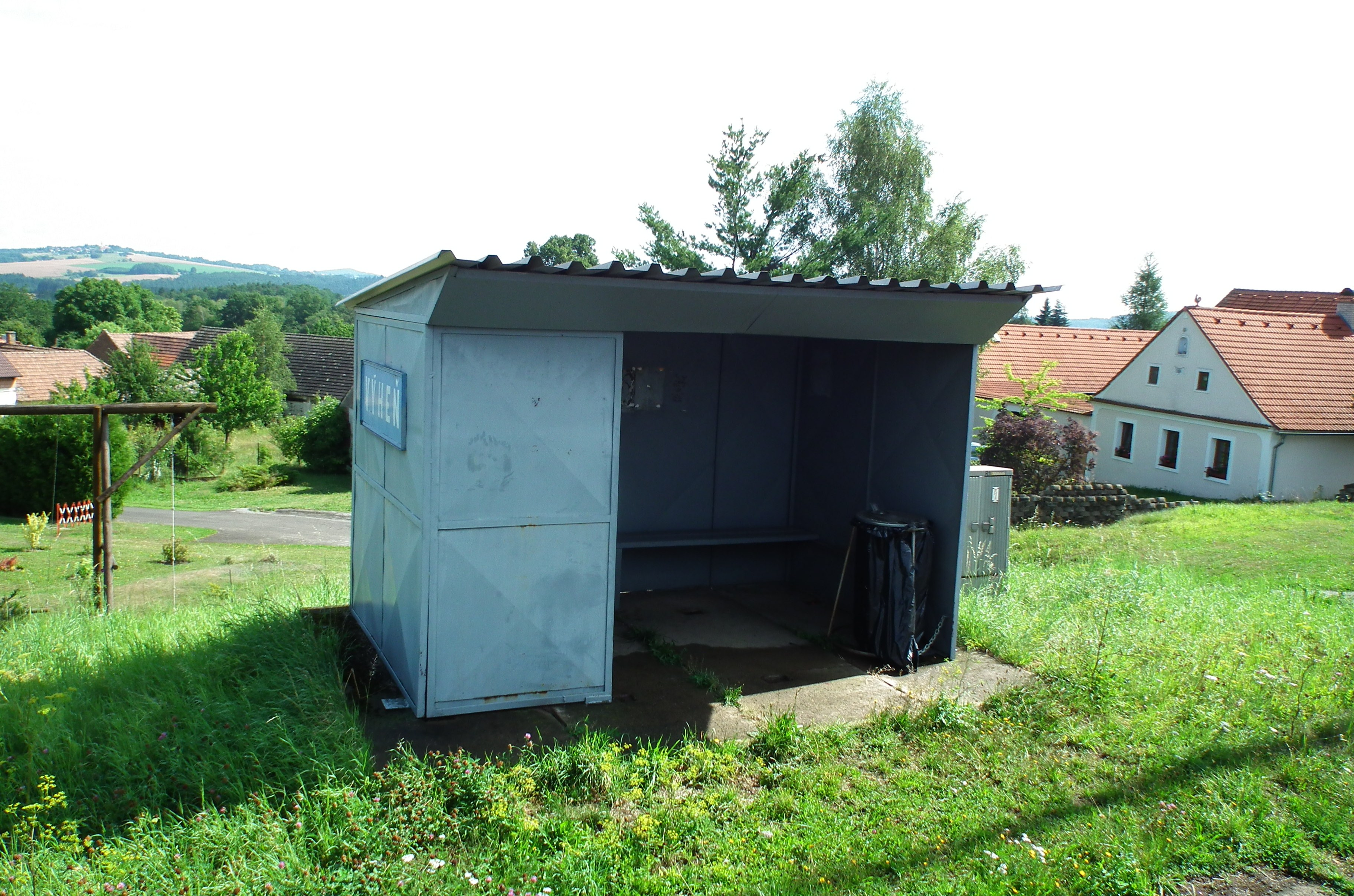
zastávka Výheň
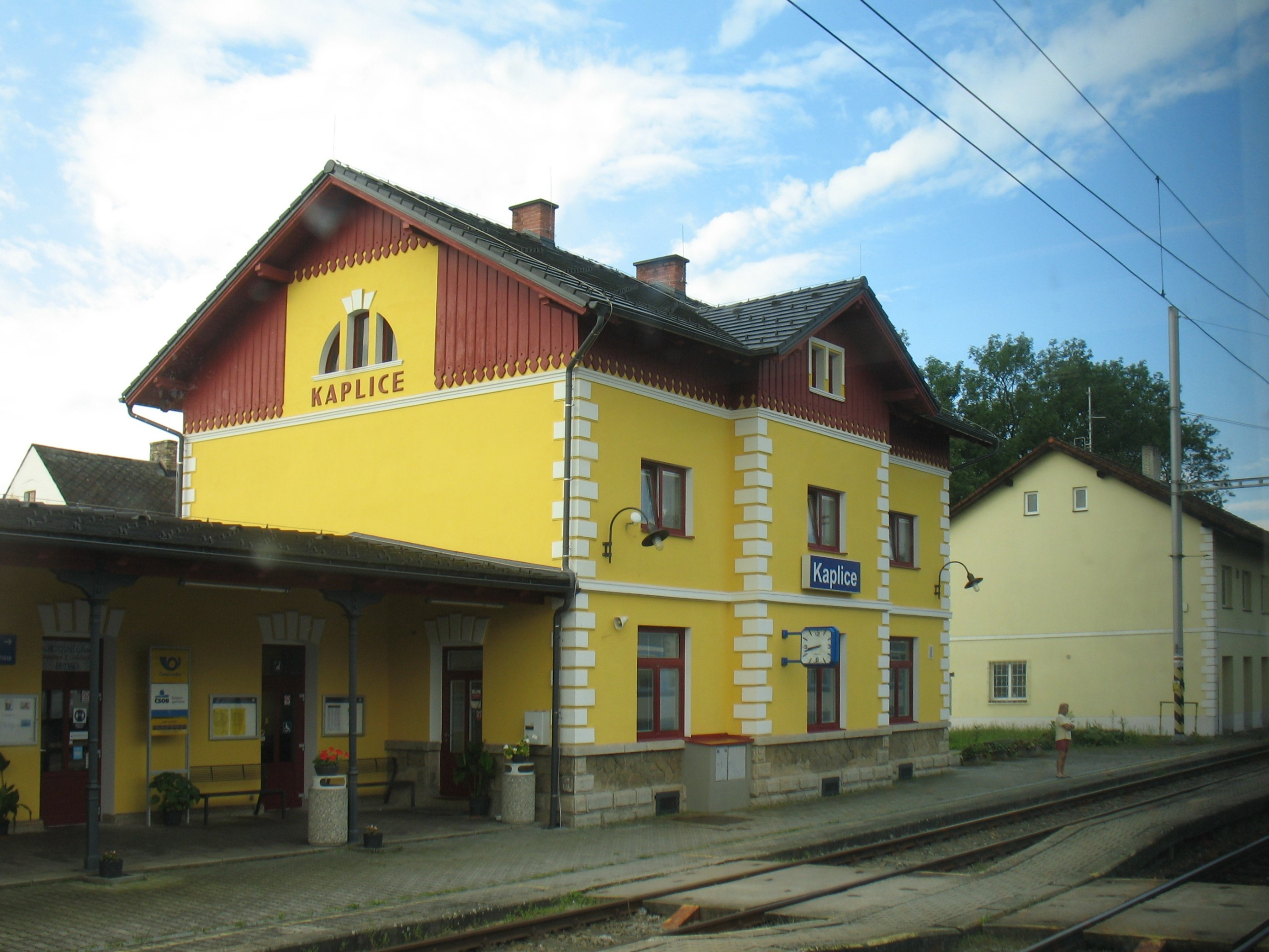
Stanice Kaplice
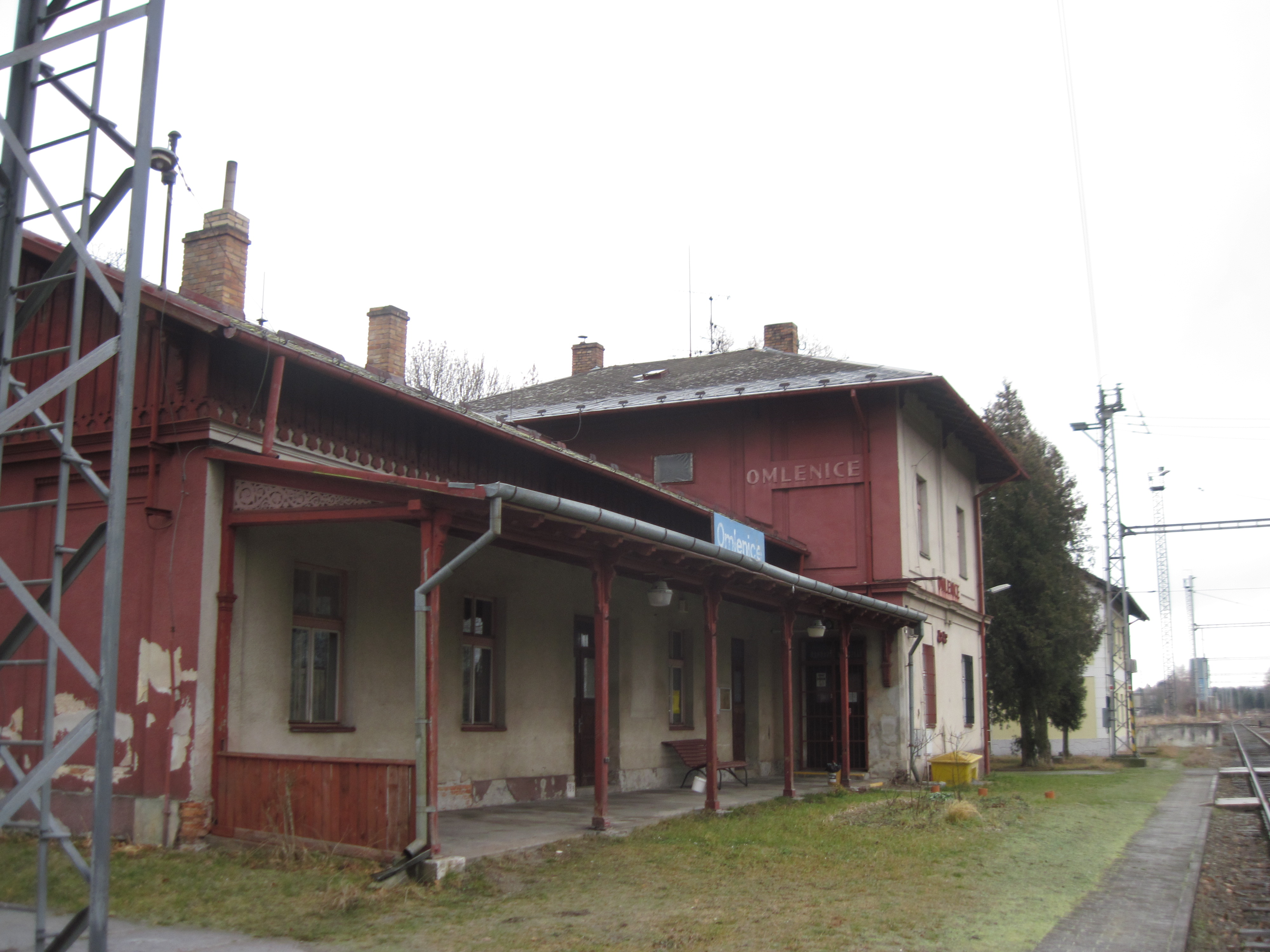
Stanice Omlenice
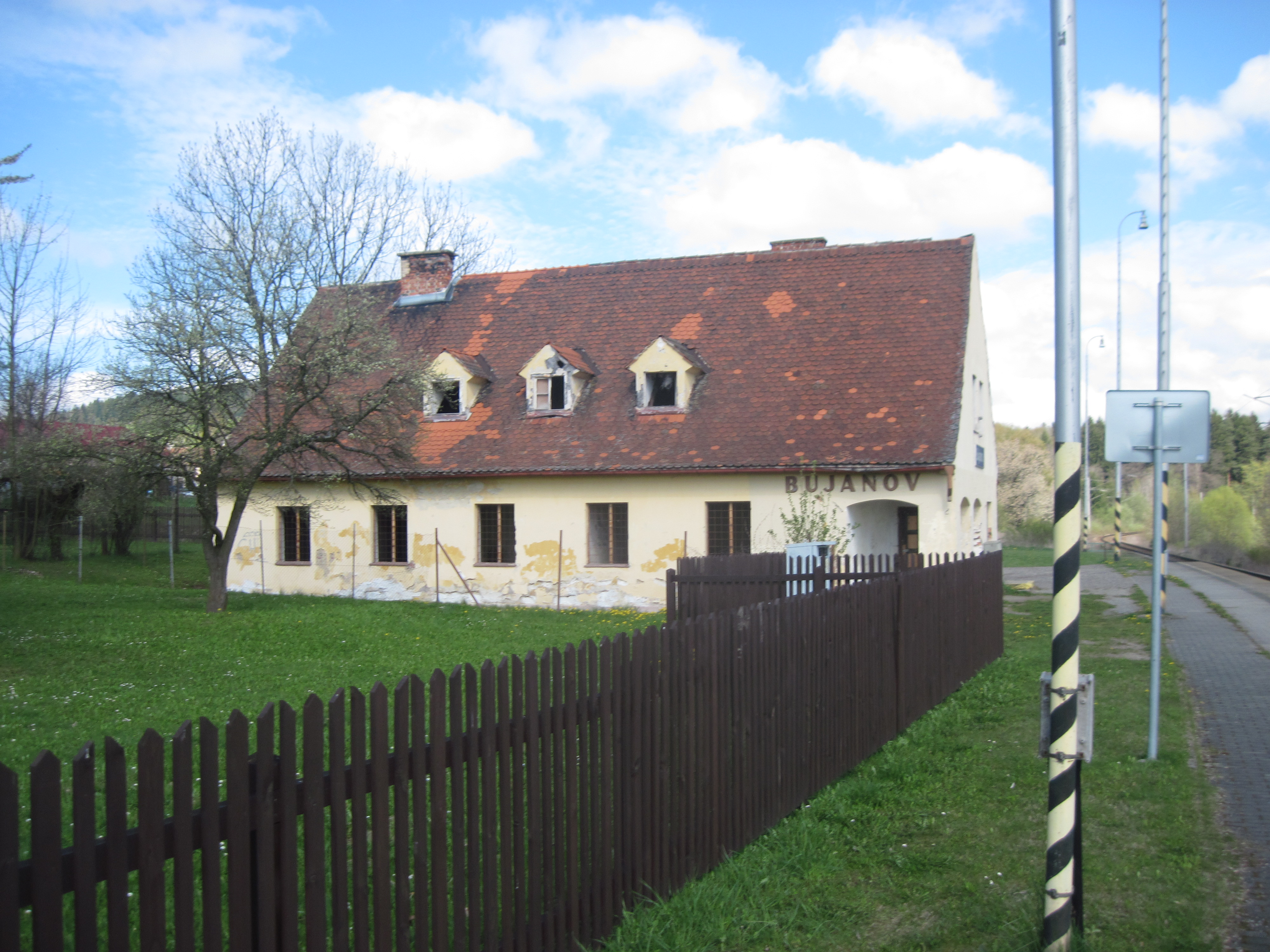
Zastávka Bujanov
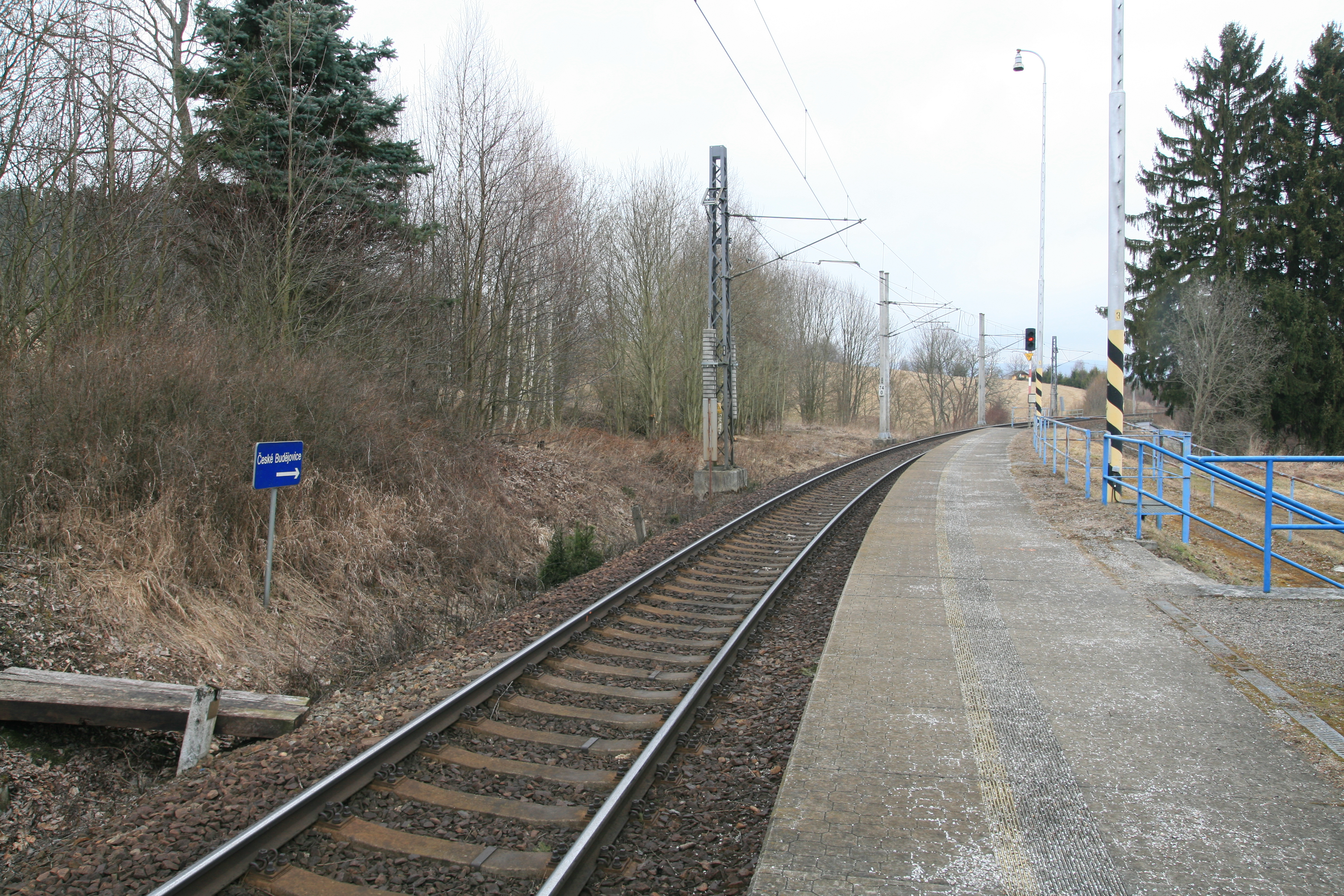
zastávka Pšenice
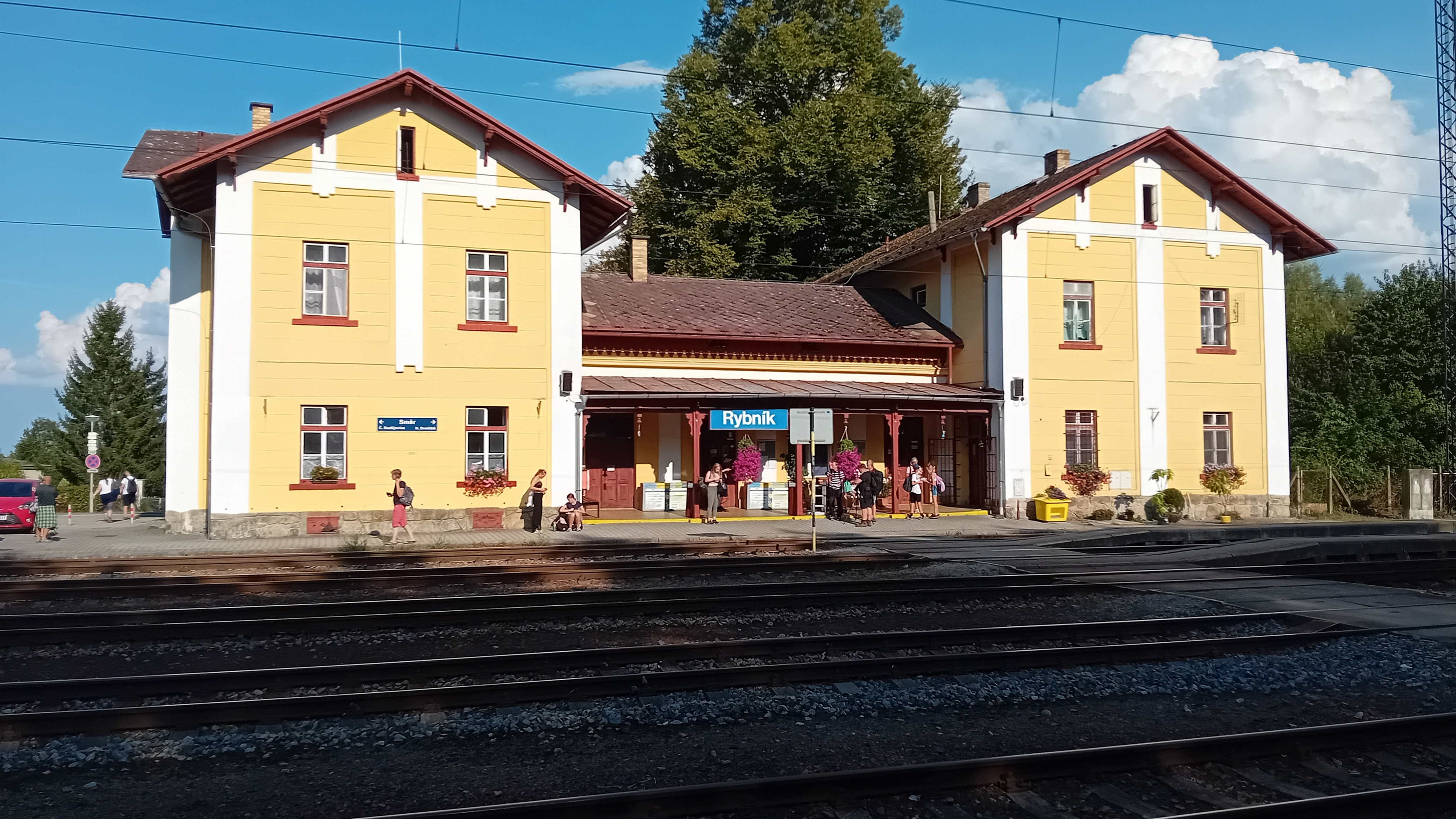
Stanice Rybník
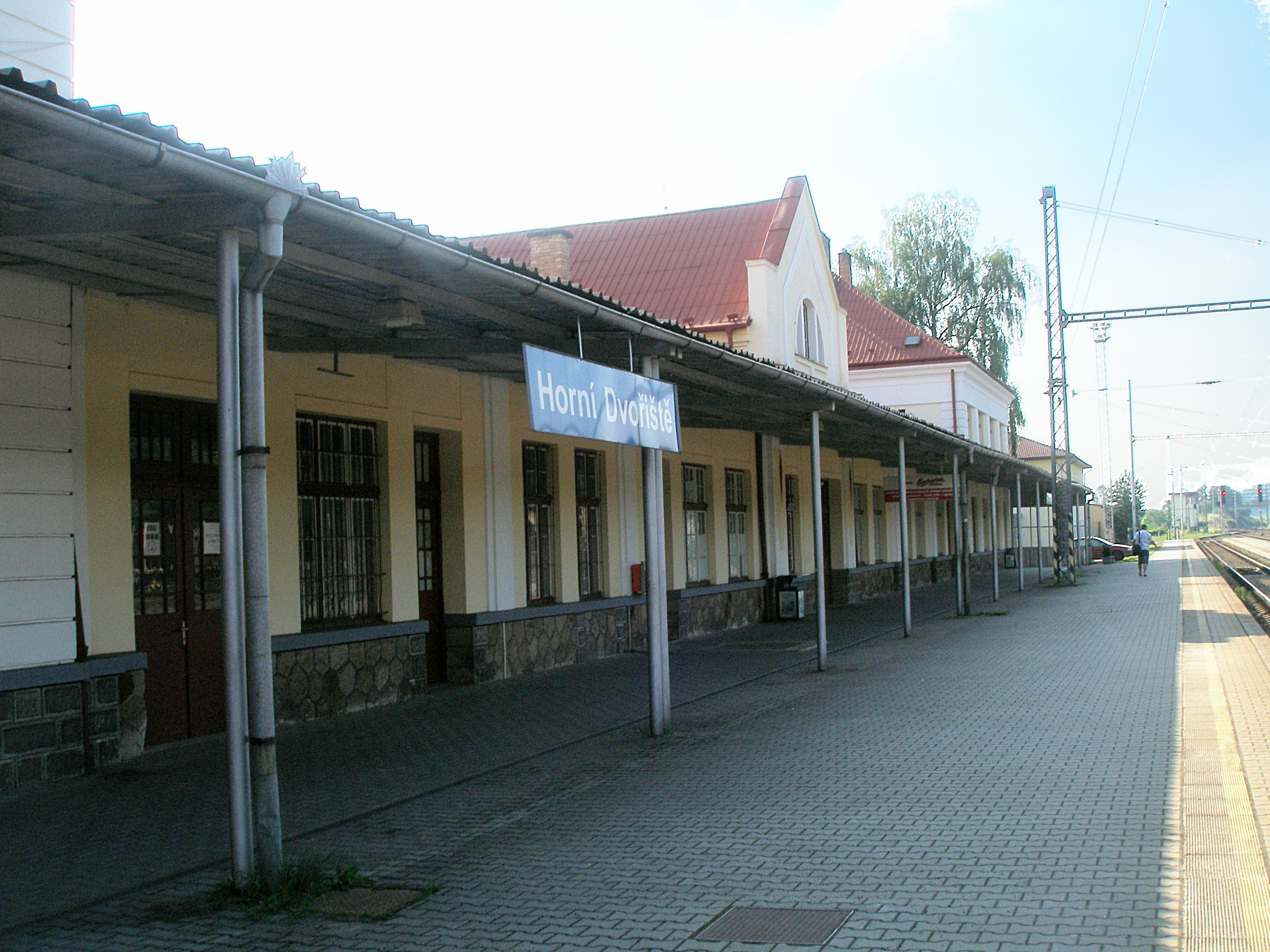
Stanice Horní Dvořiště
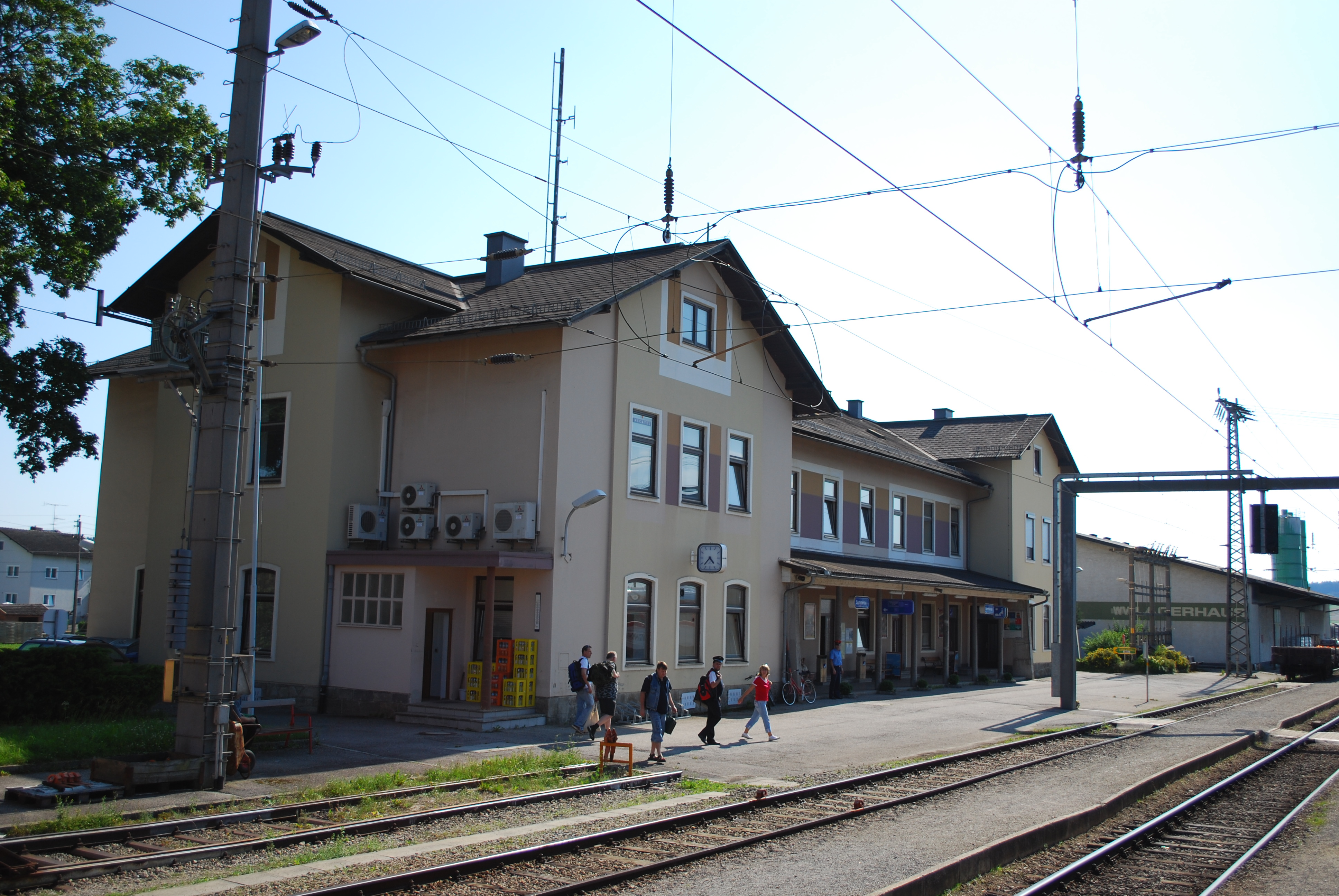
Summerau